# 维尔京群岛奥林匹克委员会
维尔京群岛奥林匹克委员会（英語：Virgin Islands Olympic Committee，IOC编码：ISV）是代表美属维尔京群岛的国家奥林匹克委员会。维尔京群岛奥林匹克委员会成立于1967年，并于同年获得国际奥林匹克委员会的认可。该组织也是泛美体育组织的成员。